# I'd Do Anything for Love (But I Won't Do That)
I'd Do Anything for Love (But I Won't Do That) è un singolo discografico scritto e composto da Jim Steinman e interpretato dal cantante statunitense Meat Loaf. Il brano è pubblicato come primo singolo estratto dall'album Bat Out of Hell II: Back into Hell nel 1993.

## Collaborazione femminile
Gli ultimi versi della canzone sono interpretati da un'artista femminile accreditata come Mrs. Loud, che è la cantante nordirlandese Lorraine Crosby. Lei non appare nel video ufficiale, in cui la voce è simulata da Dana Patrick. Nelle apparizioni live il singolo è cantato da Meat Loaf con Patti Russo.

## Il successo
La canzone ha avuto un grande successo, raggiungendo la prima posizione delle classifiche di 28 Paesi. Il singolo è stato certificato platino dalla RIAA negli Stati Uniti, mentre nel Regno Unito e in Australia è stato il singolo più venduto dell'anno 1993.

## Premi
Il singolo si è aggiudicato il Grammy Award alla miglior interpretazione vocale rock solista.

## Il video
Il videoclip del brano è stato diretto da Michael Bay ed è stato girato in California. La storia del video è ispirata a quella de La bella e la bestia e vede Meat Loaf nel ruolo della bestia.
Il video ha anche un seguito. Infatti il video della canzone I'd Lie for you (And that's The truth), contenuto nell'album successivo Welcome To the Neighborhood, inizia proprio dove finisce il video di I'd do anything for love (But I won't do that) ma con un'ispirazione palese ad Indiana Jones.

## Tracce
UK CD Singolo
1. I'd Do Anything for Love (But I Won't Do That) – 7:52
2. Back into Hell – 2:45
3. Everything Louder than Everything Else (live) – 9:18

US 45 giri/cassetta singolo
1. I'd Do Anything for Love (But I Won't Do That) (single edit) – 5:09
2. I'd Do Anything for Love (But I Won't Do That) (edit) – 6:36

## Classifiche

### Classifiche settimanali
| Classifica (1993/94)             | Posizione massima |
| -------------------------------- | ----------------- |
| Australia                        | 1                 |
| Austria                          | 1                 |
| Belgio (Fiandre)                 | 1                 |
| Canada                           | 1                 |
| Europa                           | 1                 |
| Francia                          | 4                 |
| Finlandia                        | 4                 |
| Germania                         | 1                 |
| Irlanda                          | 1                 |
| Norvegia                         | 1                 |
| Nuova Zelanda                    | 1                 |
| Paesi Bassi                      | 1                 |
| Regno Unito                      | 1                 |
| Spagna                           | 21                |
| Stati Uniti                      | 1                 |
| Stati Uniti (mainstream rock)    | 10                |
| Stati Uniti (adult contemporary) | 9                 |
| Stati Uniti (pop)                | 2                 |
| Stati Uniti (rhythmic)           | 25                |
| Stati Uniti (radio)              | 4                 |
| Svezia                           | 1                 |
| Svizzera                         | 1                 |

### Classifiche di fine anno
| Classifica (1993) | Posizione |
| ----------------- | --------- |
| Austria           | 20        |
| Australia         | 1         |
| Belgio (Fiandre)  | 51        |
| Canada            | 10        |
| Germania          | 17        |
| Nuova Zelanda     | 6         |
| Paesi Bassi       | 6         |
| Regno Unito       | 1         |
| Stati Uniti       | 36        |
| Classifica (1994) | Posizione |
| Austria           | 14        |
| Belgio (Fiandre)  | 56        |
| Germania          | 20        |
| Stati Uniti       | 38        |
| Svizzera          | 32        |